# Чемпіонат світу з футболу 2022 (кваліфікаційний раунд, УЄФА, група H)
Група H кваліфікації УЄФА Чемпіонату світу з футболу 2022 — одна з 10 груп УЄФА у  кваліфікації Чемпіонату світу для визначення команд, які пройдуть до Чемпіонату світу 2022 Катарі. Група H складається з 6 команд: Кіпр, Мальта, Росія, Словаччина, Словенія та Хорватія. Команди зіграють одна з одною вдома та на виїзді за круговою системою.
Переможець групи потрапить напряму до чемпіонату світу, а 2-е місце пройде до другого раунду (плей-оф).

## Турнірна таблиця
| Поз | Команда    | І  | В | Н | П | ГЗ | ГП | РГ  | О  | Кваліфікація                               |     | Хорватія | Росія | Словаччина | Словенія | Мальта | Кіпр |
| --- | ---------- | -- | - | - | - | -- | -- | --- | -- | ------------------------------------------ | --- | -------- | ----- | ---------- | -------- | ------ | ---- |
| 1   | Хорватія   | 10 | 7 | 2 | 1 | 21 | 4  | +17 | 23 | Кваліфікація до Чемпіонату світу 2022      |     | —        | 1:0   | 2:2        | 3:0      | 3:0    | 1:0  |
| 2   | Росія      | 10 | 7 | 1 | 2 | 19 | 6  | +13 | 22 | Пройшли до плей-оф, пізніше були виключені |     | 0:0      | —     | 1:0        | 2:1      | 2:0    | 6:0  |
| 3   | Словаччина | 10 | 3 | 5 | 2 | 17 | 10 | +7  | 14 |                                            |     | 0:1      | 2:1   | —          | 2:2      | 2:2    | 2:0  |
| 4   | Словенія   | 10 | 4 | 2 | 4 | 13 | 12 | +1  | 14 |                                            | 1:0 | 1:2      | 1:1   | —          | 1:0      | 2:1    |      |
| 5   | Мальта     | 10 | 1 | 2 | 7 | 9  | 30 | −21 | 5  |                                            | 1:7 | 1:3      | 0:6   | 0:4        | —        | 3:0    |      |
| 6   | Кіпр       | 10 | 1 | 2 | 7 | 4  | 21 | −17 | 5  |                                            | 0:3 | 0:2      | 0:0   | 1:0        | 2:2      | —      |      |

1. ↑  28 лютого 2022 ФІФА виключила росію через вторгнення Росії в Україну.[4]

## Матчі
Час вказано в EET/EEST (київський час) (місцевий час, якщо відрізняється, вказано в дужках).
| 24 березня 2021 21:45 (20:45 CET) |

| Мальта          | 1:3                             | Росія                                           |
| --------------- | ------------------------------- | ----------------------------------------------- |
| - Дж. Мбонг 56' | Протокол (ФІФА) Протокол (УЄФА) | - Дзюба 23' - Маріо Фернандес 35' - Соболєв 90' |

| Національний, Та-Калі Арбітр: Петер К'єсгорд (Данія) |

| 24 березня 2021 21:45 |

| Кіпр | 0:0                             | Словаччина |
| ---- | ------------------------------- | ---------- |
|      | Протокол (ФІФА) Протокол (УЄФА) |            |

| ГСП, Нікосія Арбітр: Александар Ставрев (Північна Македонія) |

| 24 березня 2021 21:45 (20:45 CET) |

| Словенія     | 1:0                             | Хорватія |
| ------------ | ------------------------------- | -------- |
| - Ловрич 15' | Протокол (ФІФА) Протокол (УЄФА) |          |

| Стожиці, Любляна Арбітр: Антоніо Матео Лаос (Іспанія) |

| 27 березня 2021 16:00 (17:00 MSK) |

| Росія            | 2:1                             | Словенія     |
| ---------------- | ------------------------------- | ------------ |
| - Дзюба 26', 35' | Протокол (ФІФА) Протокол (УЄФА) | - Іличич 36' |

| Фішт, Сочі Арбітр: Гаральд Лехнер (Італія) |

| 27 березня 2021 19:00 (18:00 CET) |

| Хорватія      | 1:0                             | Кіпр |
| ------------- | ------------------------------- | ---- |
| - Пашалич 40' | Протокол (ФІФА) Протокол (УЄФА) |      |

| Руєвіца, Рієка Арбітр: Крісто Тохвер (Естонія) |

| 27 березня 2021 21:45 (20:45 CET) |

| Словаччина                  | 2:2                             | Мальта                       |
| --------------------------- | ------------------------------- | ---------------------------- |
| - Стрелец 49' - Шкриняр 53' | Протокол (ФІФА) Протокол (УЄФА) | - Гамбін 16' - Сатаріано 20' |

| ім. А. Малатинського, Трнава Арбітр: Гаральд Лехнер (Австрія) |

| 30 березня 2021 21:45 (20:45 CEST) |

| Словаччина              | 2:1                             | Росія                 |
| ----------------------- | ------------------------------- | --------------------- |
| - Шкриняр 38' - Мак 74' | Протокол (ФІФА) Протокол (УЄФА) | - Маріо Фернандес 71' |

| ім. А. Малатинського, Трнава Арбітр: Карлос дель Серро Гранде (Іспанія) |

| 30 березня 2021 19:00 |

| Кіпр         | 1:0                             | Словенія |
| ------------ | ------------------------------- | -------- |
| - Піттас 42' | Протокол (ФІФА) Протокол (УЄФА) |          |

| ГСП, Нікосія Арбітр: Андреас Екберг (Швеція) |

| 30 березня 2021 21:45 (20:45 CEST) |

| Хорватія                                        | 3:0                             | Мальта |
| ----------------------------------------------- | ------------------------------- | ------ |
| - Перишич 62' - Модрич 76' (пен.) - Брекало 90' | Протокол (ФІФА) Протокол (УЄФА) |        |

| Руєвіца, Рієка Арбітр: Ліонель Чуді (Швейцарія) |

| 1 вересня 2021 21:45 |

| Росія | 0:0                             | Хорватія |
| ----- | ------------------------------- | -------- |
|       | Протокол (ФІФА) Протокол (УЄФА) |          |

| Лужнікі, Москва Арбітр: Рой Райншрайбер (Ізраїль) |

| 1 вересня 2021 21:45 (20:45 CEST) |

| Словенія        | 1:1                             | Словаччина    |
| --------------- | ------------------------------- | ------------- |
| - Стоянович 42' | Протокол (ФІФА) Протокол (УЄФА) | - Боженік 32' |

| Стожиці, Любляна Арбітр: Іштван Ковач (Румунія) |

| 1 вересня 2021 21:45 (20:45 CEST) |

| Мальта                            | 3:0                             | Кіпр |
| --------------------------------- | ------------------------------- | ---- |
| - Аттард 44', 54' - Дж. Мбонг 46' | Протокол (ФІФА) Протокол (УЄФА) |      |

| Національний, Та-Калі Арбітр: Фабіо Мареска (Італія) |

| 4 вересня 2021 19:00 |

| Кіпр | 0:2                             | Росія                          |
| ---- | ------------------------------- | ------------------------------ |
|      | Протокол (ФІФА) Протокол (УЄФА) | - Єрохін 6' - Жемалетдінов 55' |

| ГСП, Нікосія Арбітр: Алехандро Ернандес Ернандес (Іспанія) |

| 4 вересня 2021 19:00 (18:00 CEST) |

| Словенія            | 1:0                             | Мальта |
| ------------------- | ------------------------------- | ------ |
| - Ловрич 44' (пен.) | Протокол (ФІФА) Протокол (УЄФА) |        |

| Стожиці, Любляна Арбітр: Андріс Трейманіс (Латвія) |

| 4 вересня 2021 21:45 (20:45 CEST) |

| Словаччина | 0:1                             | Хорватія       |
| ---------- | ------------------------------- | -------------- |
|            | Протокол (ФІФА) Протокол (УЄФА) | - Брозович 86' |

| ім. А. Малатинського, Трнава Арбітр: Бартош Франковський (Польща) |

| 7 вересня 2021 21:45 (20:45 CEST) |

| Словаччина                   | 2:0                             | Кіпр |
| ---------------------------- | ------------------------------- | ---- |
| - Шранц 55' - Косцельник 77' | Протокол (ФІФА) Протокол (УЄФА) |      |

| ім. А. Малатинського, Трнава Арбітр: Аліяр Агаєв (Азербайджан) |

| 7 вересня 2021 21:45 |

| Росія                               | 2:0                             | Мальта |
| ----------------------------------- | ------------------------------- | ------ |
| - Смолов 10' - З. Бакаєв 84' (пен.) | Протокол (ФІФА) Протокол (УЄФА) |        |

| «Откритіє», Москва Арбітр: Алі Палабийик (Туреччина) |

| 7 вересня 2021 21:45 (20:45 CEST) |

| Хорватія                                 | 3:0                             | Словенія |
| ---------------------------------------- | ------------------------------- | -------- |
| - Лівая 33' - Пашалич 66' - Влашич 90+4' | Протокол (ФІФА) Протокол (УЄФА) |          |

| Полюд, Спліт Арбітр: Клеман Тюрпен (Франція) |

| 8 жовтня 2021 21:45 (20:45 CEST) |

| Мальта | 0:4                             | Словенія                                   |
| ------ | ------------------------------- | ------------------------------------------ |
|        | Протокол (ФІФА) Протокол (УЄФА) | - Іличич 27', 60' - Шпорар 49' - Шешко 67' |

| Національний, Та-Калі Арбітр: Анастасіос Сідіропулос (Греція) |

| 8 жовтня 2021 21:45 |

| Росія              | 1:0                             | Словаччина |
| ------------------ | ------------------------------- | ---------- |
| - Шкриняр 24' (аг) | Протокол (ФІФА) Протокол (УЄФА) |            |

| Ак-Барс-Арена, Казань Арбітр: Антоніо Матео Лаос (Іспанія) |

| 8 жовтня 2021 21:45 |

| Кіпр | 0:3                             | Хорватія                                     |
| ---- | ------------------------------- | -------------------------------------------- |
|      | Протокол (ФІФА) Протокол (УЄФА) | - Перишич 45+2' - Гвардіол 80' - Лівая 90+2' |

| АЕК Арена, Ларнака Арбітр: Майкл Олівер (Англія) |

| 11 жовтня 2021 21:45 (20:45 CEST) |

| Хорватія                    | 2:2                             | Словаччина                 |
| --------------------------- | ------------------------------- | -------------------------- |
| - Крамарич 25' - Модрич 71' | Протокол (ФІФА) Протокол (УЄФА) | - Шранц 20' - Гараслін 45' |

| Градскі врт, Осієк Арбітр: Овідіу Гацеган (Румунія) |

| 11 жовтня 2021 21:45 (20:45 CEST) |

| Словенія     | 1:2                             | Росія                     |
| ------------ | ------------------------------- | ------------------------- |
| - Іличич 40' | Протокол (ФІФА) Протокол (УЄФА) | - Дівєєв 28' - Джикія 32' |

| Людські врт, Марибор Арбітр: Артур Діаш (Португалія) |

| 11 жовтня 2021 19:00 |

| Кіпр                       | 2:2                             | Мальта                             |
| -------------------------- | ------------------------------- | ---------------------------------- |
| - Папуліс 7' - Сотіріу 80' | Протокол (ФІФА) Протокол (УЄФА) | - З. Мускат 53' - Дегабріеле 90+8' |

| АЕК Арена, Ларнака Арбітр: Денніс Хіглер (Нідерланди) |

| 11 листопада 2021 19:00 (20:00 MSK) |

| Росія                                                                        | 6:0                             | Кіпр |
| ---------------------------------------------------------------------------- | ------------------------------- | ---- |
| - Єрохін 4', 87' - Смолов 55' - Мостовий 56' - Сутормін 62' - Заболотний 82' | Протокол (ФІФА) Протокол (УЄФА) |      |

| Газпром-Арена, Санкт-Петербург Арбітр: Даніель Стефаньський (Польща) |

| 11 листопада 2021 21:45 (20:45 CET) |

| Мальта              | 1:7                             | Хорватія                                                                                  |
| ------------------- | ------------------------------- | ----------------------------------------------------------------------------------------- |
| - Брозович 31' (аг) | Протокол (ФІФА) Протокол (УЄФА) | - Перишич 6' - Чалета-Цар 22' - Пашалич 39' - Модрич 45+1' - Маєр 47', 64' - Крамарич 53' |

| Національний, Та-Калі Арбітр: Деніц Айтекін (Німеччина) |

| 11 листопада 2021 21:45 (20:45 CET) |

| Словаччина                      | 2:2                             | Словенія               |
| ------------------------------- | ------------------------------- | ---------------------- |
| - Дуда 58' (пен.) - Стрелец 74' | Протокол (ФІФА) Протокол (УЄФА) | - Зайц 18' - Мевля 62' |

| ім. А. Малатинського, Трнава Арбітр: Маттіас Гестраніус (Фінляндія) |

| 14 листопада 2021 16:00 (15:00 CET) |

| Словенія                      | 2:1                             | Кіпр           |
| ----------------------------- | ------------------------------- | -------------- |
| - Зайц 48' - Гнезда Черин 84' | Протокол (ФІФА) Протокол (УЄФА) | - Какулліс 89' |

| Стожиці, Любляна Арбітр: Сергій Іванов (Росія) |

| 14 листопада 2021 16:00 (15:00 CET) |

| Хорватія            | 1:0                             | Росія |
| ------------------- | ------------------------------- | ----- |
| - Кудряшов 81' (аг) | Протокол (ФІФА) Протокол (УЄФА) |       |

| Полюд, Спліт Арбітр: Данні Маккелі (Нідерланди) |

| 14 листопада 2021 16:00 (15:00 CET) |

| Мальта | 0:6                             | Словаччина                                          |
| ------ | ------------------------------- | --------------------------------------------------- |
|        | Протокол (ФІФА) Протокол (УЄФА) | - Руснак 6', 16' - Дуда 8', 69', 80' - Де Марко 72' |

| Національний, Та-Калі Арбітр: Фран Йович (Хорватія) |

## Бомбардири
Протягом турніру було забито  83 голів у 30 матчах, з середнім показником 2.77 голів за матч.
4 голи
- Ондрей Дуда
- Йосип Іличич

3 голи
- Артем Дзюба
- Олександр Єрохін
- Лука Модрич
- Маріо Пашалич
- Іван Перишич

2 голи
- Кейн Аттард
- Джозеф Мбонг
- Федір Смолов
- Маріо Фернандес
- Альберт Руснак
- Давид Стрелец
- Мілан Шкриняр
- Іван Шранц
- Міха Зайц
- Санді Ловрич
- Андрей Крамарич
- Марко Лівая
- Ловро Маєр

1 гол
- Андронікос Какулліс
- Фотіс Папуліс
- Іоанніс Піттас
- П'єрос Сотіріу
- Люк Гамбін
- Юрген Дегабріеле
- Зак Мускат
- Александр Сатаріано
- Зелімхан Бакаєв
- Георгій Джикія
- Ігор Дівєєв
- Рифат Жемалетдінов
- Антон Заболотний
- Андрій Мостовий
- Олександр Соболєв
- Олексій Сутормін
- Роберт Боженік
- Лукаш Гараслін
- Мартін Косцельник
- Роберт Мак
- Вернон Де Марко
- Адам Гнезда Черин
- Міха Мевля
- Петар Стоянович
- Беньямін Шешко
- Андраж Шпорар
- Йосип Брекало
- Марцело Брозович
- Никола Влашич
- Йошко Гвардіол
- Дує Чалета-Цар

1 автогол
- Федір Кудряшов (проти Хорватії)
- Мілан Шкриняр (проти Росії)
- Марцело Брозович (проти Словаччини)

## Дисциплінарні покарання
Гравець автоматично пропускає наступний матч за наступні дисциплінарні порушення:
- Червона картка (відсторонення за червону картку може бути збільшене за серйозні порушення)
- 2 жовті картки у двох різних матчах (відсторонення за червону також поширюється і на плей-оф, але не на фінальний турнір чи і подальші міжнародні матчі)

Гравці відбули (чи відбудуть) наступні дисциплінарні покарання:
| Команда    | Гравець              | Порушення                                                      | Відсторонено на матч(і)            |
| ---------- | -------------------- | -------------------------------------------------------------- | ---------------------------------- |
| Кіпр       | Константінос Сотіріу | пр. Мальти (1 вересня 2021)                                    | пр. Росії (4 вересня 2021)         |
| Кіпр       | Костакіс Артіматас   | пр. Росії (4 вересня 2021) пр. Хорватії (8 жовтня 2021)        | пр. Мальти (11 жовтня 2021)        |
| Кіпр       | Андреас Авраам       | пр. Словаччини (7 вересня 2021) пр. Хорватії (8 жовтня 2021)   | пр. Мальти (11 жовтня 2021)        |
| Мальта     | Раян Камензулі       | пр. Словаччини (27 березня 2021) пр. Росії (7 вересня 2021)    | пр. Словенії (8 жовтня 2021)       |
| Мальта     | Джозеф Мбонг         | пр. Кіпру (1 вересня 2021) пр. Словенії (8 жовтня 2021)        | пр. Кіпру (11 жовтня 2021)         |
| Мальта     | Александр Сатаріано  | пр. Словенії (4 вересня 2021) пр. Словенії (8 жовтня 2021)     | пр. Кіпру (11 жовтня 2021)         |
| Мальта     | Енріко Пепе          | пр. Словенії (4 вересня 2021) пр. Хорватії (11 листопада 2021) | пр. Словаччини (14 листопада 2021) |
| Росія      | Рифат Жемалетдінов   | пр. Мальти (24 березня 2021) пр. Словаччини (30 березня 2021)  | пр. Хорватії (1 вересня 2021)      |
| Росія      | Олексій Міранчук     | пр. Словенії (27 березня 2021) пр. Мальти (7 вересня 2021)     | пр. Словаччини (8 жовтня 2021)     |
| Словаччина | Іван Шранц           | пр. Словенії (1 вересня 2021) пр. Хорватії (11 жовтня 2021)    | пр. Словенії (11 листопада 2021)   |
| Словаччина | Давід Ганцко         | пр. Кіпру (7 вересня 2021) пр. Хорватії (11 жовтня 2021)       | пр. Словенії (11 листопада 2021)   |
| Словаччина | Юрай Куцка           | пр. Росії (8 жовтня 2021) пр. Хорватії (11 жовтня 2021)        | пр. Словенії (11 листопада 2021)   |
| Словаччина | Петер Пекарик        | пр. Хорватії (4 вересня 2021) пр. Словенії (11 листопада 2021) | пр. Мальти (14 листопада 2021)     |
| Словенія   | Міха Мевля           | пр. Хорватії (24 березня 2021) пр. Росії (27 березня 2021)     | пр. Кіпру (30 березня 2021)        |
| Словенія   | Ясмин Куртич         | пр. Хорватії (24 березня 2021) пр. Кіпру (30 березня 2021)     | пр. Словаччини (1 вересня 2021)    |
| Словенія   | Ясмин Куртич         | пр. Мальти (4 вересня 2021) пр. Росії (11 жовтня 2021)         | пр. Словаччини (11 листопада 2021) |
| Словенія   | Йосип Іличич         | пр. Кіпру (30 березня 2021) пр. Словаччини (1 вересня 2021)    | пр. Мальти (4 вересня 2021)        |
| Словенія   | Адам Гнезда Черин    | пр. Словаччини (1 вересня 2021) пр. Росії (11 жовтня 2021)     | пр. Словаччини (11 листопада 2021) |
| Словенія   | Яка Бійол            | пр. Хорватії (7 вересня 2021) пр. Росії (11 жовтня 2021)       | пр. Словаччини (11 листопада 2021) |
| Словенія   | Міха Блажич          | пр. Словаччини (11 листопада 2021)                             | пр. Кіпру (14 листопада 2021)      |
| Хорватія   | Марко Рог            | пр. Португалії у Лізі Націй УЄФА 2020-21 (17 листопада 2020)   | пр. Словенії (24 березня 2021)     |
| Хорватія   | Домагой Віда         | пр. Словенії (24 березня 2021) пр. Мальти (30 березня 2021)    | пр. Росії (1 вересня 2021)         |
| Хорватія   | Матео Ковачич        | пр. Кіпру (27 березня 2021) пр. Кіпру (8 жовтня 2021)          | пр. Словаччини (11 жовтня 2021)    |
| Хорватія   | Борна Баришич        | пр. Словенії (24 березня 2021) пр. Словаччини (11 жовтня 2021) | пр. Мальти (11 листопада 2021)     |

## Позначки
1. ↑  EET (UTC+2) для матчів у березні та листопаді 2021, та EEST (UTC+3) для решти матчів.